# Fish Information and Services
Fish Information and Services (FIS) es un sitio web dedicado al sector profesional de la industria pesquera (incluyendo acuicultura, procesadores y distribuidores).
Inicialmente fundada en el año 1995 en Tokio, Japón posteriormente se expandió en idioma inglés (1996) y luego en español (1997). El sitio actualmente cuenta con más de 330,000 visitas mensuales con presencia internacional lo que hace que su tráfico y popularidad sea más del doble que sus mayores competidores (Intrafish y SeafoodSource) excluyendo el tráfico de FIS Japón. Según Alexa FIS continúa creciendo y se ha posicionado como líder indiscutible en el sector.
FIS cuenta con noticias, reportes por especies, precios de mercado, listados de empresas clasificados por secciones, empresas y nuevos productos así como una sección denominada Trading Market (ofertas y clasificados).

## Productos y servicios
FIS cuenta con más de 17.000 artículos sobre temas ambientales relacionados con la fauna marina y que afecta no solo la industria pesquera sino también la política sobre costas, pesca y comercio internacional. Las noticias, informes y artículos son actualizados por periodistas localizados en puntos estratégicos del planeta logrando así una gran variedad de información que también se puede recibir por correo electrónico en formato de boletín informativo.
FIS ha desarrollado desde el año 1999 una plataforma para que los profesionales del sector puedan ofrecer sus productos distribuidos en cuatro secciones: alimentos del mar, acuicultura, buques pesqueros y maquinaria. Las empresas o usuarios suscritos a FIS pueden mostrar sus ofertas con fotos o vídeos y adjuntar su logo con enlace a su página de Internet en forma automática mejorando aún más la presencia de muchas empresas y una enorme variedad de artículos tanto para la compra como para la venta. Esta sección cuenta con más de 100.000 visitas mensuales.
Al margen de las noticias y la sección de comercio FIS ofrece informes sobre especies, precios de mercados que se actualizan diariamente si se trata de productos frescos o semanales en caso ser congelando. Hay una opción para abonados denominada Market Monitor que agrupa toda la información clasificada por especies. Así los usuarios pueden ahorrar tiempo y recibir toda la información de la especie que desea y en tiempo real.
Hasta la fecha FIS ha recibido más de 130.000 empresas registradas y tiene la base de datos más amplia hasta la fecha dentro del sector.

## Oficinas Internacionales
- Buenos Aires, Argentina - Oficina de desarrollo
- Tokio, Japón - Oficina principal
- Montevideo, Uruguay
- México
- Rangún, Birmania - Oficina FIS ASEAN
- Vigo, España